# Формула-1 — Гран-прі Марокко
Гран-прі Марокко(фр. Grand Prix du Maroc) — один з етапів чемпіонату Світу з автоперегонів у класі Формула-1 сезону 1958 року. Входив до офіційного чемпіонат світу Формули-1 тільки в одному сезоні. Перемогу в Гран-прі Марокко 1958 року здобув пілот Vanwall Стірлінг Мосс. 
Крім того, до 1958 року на території Марокко було проведено 13 Гран-прі. Перші Гран-прі носили назву Гран-прі Касабланки, тому Гран-прі Марокко 1958 року був проведений під назвою VII Grand Prix du Maroc.

## Переможці Гран-прі
Рожевим кольором позначені Гран-прі, що не входять в офіційний чемпіонат світу Формули-1.
| Сезон | Пілот               | Конструктор  | Траса      | Звіт |
| ----- | ------------------- | ------------ | ---------- | ---- |
| 1958  | Стірлінг Мосс       | Vanwall      | Айн-Діаб   | Звіт |
| 1957  | Жан Бера            | Maserati     | Айн-Діаб   |      |
| 1956  | Моріс Трентіньян    | Ferrari      | Агадір     |      |
| 1955  | Майк Спаркен        | Ferrari      | Агадір     |      |
| 1954  | Ніно Фаріна         | Ferrari      | Агадір     |      |
| 1934  | Луї Широн           | Alfa Romeo   | Айн-Діаб   |      |
| 1932  | Марсель Лего        | Bugatti      | Айн-Діаб   | Звіт |
| 1931  | Станіслас Чайковскі | Bugatti      | Айн-Діаб   |      |
| 1930  | Шарль Беніт         | Amilcar      | Айн-Діаб   |      |
| 1928  | Е. Меєр             | Bugatti      | Касабланка |      |
| 1927  | Г. Ролл             | Georges Irat | Касабланка |      |
| 1926  | Р. Мейр             | Bugatti      | Касабланка |      |
| 1925  | К. де Вогелс        | Delage       | Касабланка |      |